# Monnina obscura
Monnina obscura är en jungfrulinsväxtart som beskrevs av George Don jr. Monnina obscura ingår i släktet Monnina och familjen jungfrulinsväxter. Inga underarter finns listade i Catalogue of Life.